# Visciano
Visciano es un municipio italiano localizado en la ciudad metropolitana de Nápoles, región de Campania. Cuenta con 4.454 habitantes en 10,9 km².
Es el municipio más oriental de la ciudad metropolitana de Nápoles y se ubica en la Baja Irpinia. Limita con Casamarciano, Liveri y Nola, en la ciudad metropolitana de Nápoles, y con Avella, Baiano, Marzano di Nola, Monteforte Irpino, Mugnano del Cardinale, Pago del Vallo di Lauro, Sperone y Taurano, en la provincia de Avellino.

## Evolución demográfica
| Gráfica de evolución demográfica de Visciano entre 1861 y 2011 |
|                                                                |
| Fuente ISTAT - elaboración gráfica de Wikipedia                |

## Hermanamientos
- Gerena,  España